# أوبركامبف (مترو باريس)
أوبركامبف (بالفرنسية: Oberkampf)‏ هي محطة مترو تابعة لمترو باريس تقع في فرنسا في الدائرة الحادية عشرة في باريس.[بحاجة لمصدر]